# Пелопоннес
Пелопонне́с (греч. Πελοπόννησος, МФА: [pɛlɔˈpɔnisɔs], Пелопонисос; средневековое название — Морея) — полуостров в Греции, южная часть Балканского полуострова, соединяющаяся с ним Коринфским перешейком. Площадь полуострова — 21 549 км² (21,5 тыс. км²). 
Омывается водами Ионического и Эгейского морей и их заливами. Береговая линия сильно изрезана. С юга и юго-востока в полуостров вдаются заливы Арголикос, Лаконикос и Месиниакос, которые образуют четыре крупные полуострова: Арголидский, Элос, Мани и Месинии. Длина береговой линии 1100 км. Наивысшая точка — гора Профитис-Илиас (Айос-Илиас, 2407 м) в массиве Тайгет. 
Территория полуострова в административном отношении входит в три периферии — Пелопоннес, Западная Греция и Аттика. Периферия Пелопоннес занимает лишь часть полуострова, хотя и бо́льшую. Благодаря постройке Коринфского канала стал, по сути, островом.

## Название полуострова
Название «Пелопоннес» встречается в греческой литературе лишь с VII века до н. э. (древнейшими названиями полуострова, по преданию, были Эгиалея, Апия, Аргос, Ахаида, Инахия, Пеласгия); Полуостров считался во владении царского рода Атридов и получил своё наименование от родоначальника фамилии Атридов, Пелопса.
С возвышением Ахейского союза (в конце III века до н. э.) полуостров получил имя от ахейцев, значение которых распространилось на весь полуостров; во времена же римского владычества Ахайей называлась вся греческая территория, от Эпира и Фессалии до мыса Тенара.
В конце IX века, когда Византия отвоевала у славян полуостров, он стал известен уже под именем Мореи, причём некоторые считают это слово славянским по происхождению (Морея — «морская страна», от слова «море», или «моравская (моревская) область», от названия моравов), другие видят в нём искажение слова Ρωμεοί = Ρώμαϊοι «римляне», которое ещё теперь живёт в народном говоре как воспоминание о минувшем римском владычестве.

## География
Пелопоннес является южная оконечночностью Балканского полуострова. Полуостров соединяется с материком Коринфским перешейком на северо-востоке. С севера Пелопоннес омывается Коринфским заливом Ионического моря, с востока — Эгейским морем (эта часть которого называлась в античности Миртойским морем), с запада — Ионическим морем, с юга — Средиземным морем (эта часть которого называлась в античности Ливийским морем).
Самая северная точка Пелопоннеса — мыс Дрепанон, самая южная — мыс Тенарон, самая западная — мыс Трипити у деревни Аркуди на полуострове Килини (по Страбону — мыс Хелоната), самая восточная — мыс Скилеон.

### Исторические области
Горы Пелопоннеса разбили его на 6 областей, имевших скорее географическое, чем политическое значение: Аркадия в центре полуострова, Ахайя (Ахея) — к северу от Аркадии, по берегу Коринфского залива, Арголида — на восток от Аркадии, Лакония — к юго-востоку от Аркадии, Мессения — к западу от Лаконии, Элида — к западу от Аркадии. Кроме того, политически обособлены были области городов Флиунта, Сикиона и Коринфа.
Более мелкими областями являлись Ароания, Азания, Келеэлида, Эгиалия, Акрорея, Писатида, Трифилия, обе Кинурии на западе (в Аркадии) и на востоке (в Арголиде) полуострова, Гереатида, Меналия, Тегеатида, Эвтресия, Парорея, Скиритида, Паррасия, Флиасия.
Элида занимает западную часть Пелопоннеса, она ограничивается в одной стороны западным побережьем полуострова, а с другой стороны горами Фолоя и Эриманф. Северной границей Элиды является линия мыс Аракс — река Ларис — гора Сколлий. Область Элида делилась на Келеэлиду, Писатиду, Трифилию, Олимпию и Акрорею. Во времена Троянской войны в Элиде жило племя эпеев. После греко-персидских войн жители из окрестных областей собрались вместе и основали город Элида и стали называться элейцами.
- Элида
- Водохранилище на реке Пеней
- Дубовая чаща на горе Фолоя

- Келеэлида или просто Келе, что означает «впадина»[39]. Келеэлида была ограничена с севера рекой Ларис[58], с востока горой Сколлий[греч.][59], а с юга рекой Пеней[63]. В этой области стояли города Бупрасий[англ.][64][65], Миртунтий (Мирсин)[66], Гирмина[англ.][67][68] и Киллена[69]. В Келеэлиде жили эпеи[61] и кавконы[70][71].

- Келеэлида

- Акрорея[40] — это область на северо-востоке Элиды. Акрорея размещается с междуречье рек Пенея[63] и Ладона (Селлеис)[72][73] и вокруг их русел. Местность холмистая не редки густые дубравы. Акрорея была заселена ещё во времена Микенской цивилизации. Города Акрореи: элейский Пилос[англ.][74][75][76], Эноя[77][78] (Эфира)[17][79], Опунт[80].

- Писатида[31][41] была ограничена с востока горой Фолоя или рекой Эриманф[греч.]. Мыс и город Фея[81][82] и река Иардан[греч.] являются северной границей Писатиды[83]. Жителей Писатиды звали писатами. В Писатиде были города Алисий[84], Гераклея[85][86] на реке Киферии, Арпина, Кикисий, Диспонтий[англ.][87], Салмона[88][89], Летрины[англ.][90]. Река Алфей[91] являлась границей между Писатидой и Трифилией.

- Олимпия[92][93] — самая маленькая часть Элиды. Территория Олимпии ограничивалась окрестностями города Олимпии и Писы. Коренными жителями Олимпии являлись элейцы (жители региона Элиды). Во времена нашествия дорийцы вместе с этолийцами захватили большую часть Писатиды и подчинили Олимпию. Именно дорийцы учредили Олимпийские игры[94][95].

- Олимпия

- Трифилия[31][32] называется так, потому что три племени (кавконы[70][71], минии[96] и элейцы) объединились в этой области[97]. Кавконы являлись коренными жителями Трифилии. Часть жителей Трифилии называлась парореатами[50][98][99]. Они обитали близ Лепрея[100][101] и Макиста[англ.][102][103]. Позже кавконов и парореатов выгнали минийцы[104]. В Трифилии стояли города Эпиталий[105], Лепрей[100][101], Макист[англ.][102][103], Самик[англ.], трифилийский Пилос[англ.][74][76], Фигалия[106][107] и Пирги[108][109]. Река Неда[110][111] является границей между Трифилией и Мессенией.

- Трифилия
- Вид на Кипариссийский залив
- Озеро Кайафа в Трифилии

Мессения располагается на юго-западе Пелопоннеса. Мессения с севера граничит с Элидой, с востока — с Лаконией, а с северо-востока — с Аркадией. С юга Мессения упирается в юго-западное побережье Пелопоннеса. Города Мессении — Мессена, Мефона (Педас), Асина (ныне Корона) (Рион), Фурия, Фары, Кипариссия, Лимны, Кардамила, Герения (Герены), Корона (Эпея), Эрана, Стениклар и мессенский Пилос. Коренные жители Мессении — лелеги, отдельный коренной народ. Они смешались с аргивянами эолийцами и дорийцами. Город Лимны - граница между Мессенией и Лаконией.
- Макария[135] — это мессенская долина в бассейне реки Памис[136][137].

- Мессения
- Побережье близ Пилоса

Лаконию от Мессении отделяет хребет Тайгет с востока. От Арголиды Лакония отделена хребтом Парнон. Города Лаконии: Спарта, Амиклы, Фарида, Ферапна, Этил (Бетил), Левктра, Псамафунт, Асина, Гифий, Акрии, Гелос, Кипариссия, Бойя (Бойи), Лас, Эгии, Эгис, Асоп, Заракс, Тир, Глимп, Прасии, Миноя и Эпидавр Лимера. До дорийского вторжения Лаконию заселяли ахейцы. До ахейцев жили лелеги. Дорийцы выгнали ахейцев и последние переселились в Ахею на север Пелопоннеса. Восточное побережье Лаконии более пустынно и скалисто, побережье изрезано бухтами и гаванями.
- Скиритида — малая область на северо-западе Лаконии, граничит с Аркадией. Изначально входила в состав Аркадии, но потом была завоёвана Спартой. Местность была сухой и суровой. Местные жители назывались скиритами. Их почитали спартанцы за храбрость[52][53].

- Лакония

Арголида (Аргея) начинается у хребта Парнона и заканчивается у Коринфии. На востоке Арголида заканчивается горами Лиркей, Артемисион и Парфений. Ядром Арголиды является плодородная долина, образованная рекой Инах. Арголида делилась на Кинурию (Фиреатида), Эпидаврию, Трезению и Гермионию. В Арголиде стоят такие города, как Фирея, Гисии, Темений, Лерна, Аргос, Гереон, Навплия, Тиринф, Микены, Клеоны, Немея, Лиркея, Орнеи, Асина, Мидея, Просимна, Гермиона, Масет, Галиеи, Эйоны, Илеи, Трезен, Эпидавр, Мефана. Страбон говорит, что коренным народом Арголиды были пеласги затем данайцы. Фридрих Любкер писал в своём словаре, что коренным народом Арголиды были ионяне, а именно кинурийцы.
- Лерна[185][186] — это одновременно название местности реки озера (болота)[209] и города. Находится Лерна на юго-запад по побережью от города Темений, вплотную к деревни Мили. В озере (болоте) жила легендарная лернейская гидра, которую убил Геракл. Озеро было отделено от моря песчаной косой, но со временем озеро стало заболачиваться, а в XIX веке полностью высохло. Само озеро (впоследствии болото) питалось от многочисленных источников один, из которых назывался Амимон[210]. Сами реки никогда не пересыхали, даже летом[211]. Павсаний сообщает нам, что гора Понтин преграждала дорогу водам к морю и земля впитывала эту воду[212]. Первые значительные строения появились примерно в 2500 гг. до н. э., к примеру, Дом с черепицей.
- Кинурия[176] (Фиреатида)[177] граничила с Лаконией на юге через хребет Парнон[139]. Река Тан - северная граница Кинурии. Реки Тан[213] и Харадр[214] образуют между собой плодородное междуречье по сравнению с остальным восточным побережьем Пелопоннеса. Главные города - Фирея и Анфена[215]. Коренным народом Кинурии были ионяне кинурийцы, они раньше владели Аргосом, но после пеласги выгнали их оттуда[25]. Геродот также утверждает, что кинурийцы были коренными жителями Пелопоннеса[216]. Во времена правления царя Крёза (595—546 до н. э.) аргосцы и лакедемоняне враждовали друг с другом из-за этой области и в итоге лакедемоняне отвоевали область у аргосцев[217]. Во времена Павсания (II век н. э.) в Кинурии жили уже аргивяне[218].

- Эпидаврия[25][178] — это малая область на южном побережье Саронического залива в Арголиде. Северо-западной границей была гора Арахнея[219], на юг Эпидавр владел территорией не дальше горы Дидимы[220]. Эпидавр имел удачную позицию в отношении торговли, он был удобной стоянкой для торговцев, путешествующих через Саронический залив в Коринф. С древности Эпидавр владел Эгиной, но позже Эгина стала независимой. Далее город Афины захватил Эгину и с тех пор Эпидавр ограничивался только окружающей его землёй. Долгое время Эпидавр был независим. В древности назывался Эпикаром или Эпитавр[221]. Коренным народом, по Аристотелю, были карийцы[221], но Страбон и Павсаний сообщают, что коренным народом были ионийцы. Во времена дорийского вторжения дорийцы выгнали ионийцев и заняли город[222]. В Эпидавре находился знаменитый своим культом храм Асклепия.

- Арголида
- Вид с акрополя Микен

Флиасия (Арефирея) — область возле гор Келоссы и Карнеат в верховьях реки Асоп. Горы Келоссы и Карнеат располагались с юга от города, а гора Трикаран с востока. Сама область расположена к югу от Сикиона, на восток от Стимфала и на северо-запад от Арголиды. Главный город - Флиунт. Ранее жители области жили в городе Арефирея, а потом переселились и основали город Флиунт. Первоначальное население состояло из ионян, а потом из дорян. Флиунтцы принимали участие в битве при Фермопилах, они выставили 200 человек.
- Флиасия

Коринфия располагается на северо-востоке полуострова и простирается плоть до горы Геренеи на Истме. Город Тенея является границей Коринфии с Арголидой. Западной границей для Коринфией является река Немея. Коринфия включает в себя такие города, как Коринф, Тенею, Солигею, Лехей, Кенхреи, Схенунт, Кроммион и Эною. С давних пор Коринф обладал выгодной позицией для торговли. В древности был построен диолк для перемещения судов через Истм, избегая плавания вокруг Пелопоннеса. При правлении тирана Периандра диолк был усовершенствован и стал приносить сверхдоходы, благодаря этому были отменены все налоги в городе.
- Коринфия

Сикиония отделялась рекой Сифас с северо-запада от Ахеи и рекой Немеей с юго-востока от Коринфии. На юго-западе гора Киллена отделяла эту область от Аркадии. С юга Сикионская область упиралась в Флиасию. Раньше город назывался Меконой, а ещё раньше — Эгиалами. Через Сикионскую область протекает река Асоп. В городе жили ахейцы. Сикион входил в состав Ахейского союза.
- Сикион

Ахея занимает северную часть Пелопоннеса, она отделяется с юга горами Эриманф, Киллена, Крафис и Хелмос от Аркадии. От Элиды Ахея отделяется рекой Ларис и горой Сколлий. На востоке Ахея граничит с Сикионской областью через реку Сифас. В античности в ней жили ахейцы. Коренной народ Ахеи — это ионийцы, хотя и до ионийцев были пеласгические народы. Ионийцы, которые прибыли из Афин, разделились на 12 городов (перечислены с востока на запад): Пеллена, Эгира, Эги, Бура и Гелика (оба города уничтожены землетрясением в 373 г. до н. э.), Эгий, Рипы, Патры, Фары, Олен, Дима (или Димы, а раньше назывался Страт) и Тритея. Ионийцы впоследствии были вытеснены через Афины в Малую Азию ахейцами из Аргоса и Лаконии, которых выгнали дорийцы во время дорийского вторжения. Ионийцы после изгнания основали 12 городов в малоазиатской Ионии. Ахейцы, заняв Ахею и все 12 городов, организовали Ахейский союз. В Ахее также были города Кериния, Леонтий, Эриней, Аристонавты. Ахея раньше называлась сначала Эгиалией, а потом Ионией. Также есть Ахея в Фессалии возле Фтиотиды. Эта область в Фессалии, по преданиям, является изначальной родиной ахейцев. 
| Регион Ахея на Пелопоннесе | Регион Ахея в Фессалии (внизу карты) |

- Ахея

Аркадия лежит в середине Пелопоннеса, теснимая горами. Аркадия как регион не имеет выхода к морю. 
С севера границами Аркадии являются горы Киллена, Крафис, Эриманф. С запада Аркадия граничит с Элидой через горы Фолоя и хребту Ликей. С Мессенией Аркадия граничит по горе Номии — острогу хребта Ликей. На востоке Аркадия упиралась в горы Скиатис, Лиркей, Артемисион и Парфений. Со Спартой Аркадия граничит через долину между горами Тайгет и Парнон. Коренные жители Аркадии — это азаны и паррасии. Аркадия делилась на  Азанию, Ароанию, Меналию, Гереатиду, Тегеатиду, Парорею, Паррасию и Кинурию. Города Аркадии: Мегалополь, Асея, Гортина, Дипея, Герея, Ликосура, Мантинея, Тегея, Орхомен, Клитор, Феней, Фелпуса, Стимфал, Менал, Мефидрий, Кафии и Кинефа. Страбон скуп в описании Аркадии, уже в его время она была разорена постоянными войнами. Из выше перечисленных городов только Тегея оставалась целой. На фоне других регионов Аркадия отставала в богатстве и мощи из-за сложного рельефа и общей изоляции от остальной Эллады.
- Аркадия

### Климат
Пелопоннес находится в субтропическом поясе. Климат Пелопоннеса средиземноморский океанический (средиземноморский морской).
Летом устанавливается высокое давление в субтропиках. Из-за преобладания антициклональных условий циркуляции тропический воздух может иметь высокую температуру от +20° до +28° в июле. Именно в это время наблюдается очень малая сумма осадков.
Зимой полярнофронтовые циклоны часто преобладают. Эти циклоны приносят морские воздушные массы умеренных широт, из-за этого выпадают обильные дожди. Средние месячные температуры воздуха в это время колеблются в диапазоне от +4° до +10°.
Территории средиземноморского морского климата отличаются высокой годовой суммой осадков, нередко превышающей 1000-1500 мм, и меньшей продолжительностью летней засухи (1,5-2,5 месяца).
Температура воздуха в горах зимой и летом ниже, чем на соседних равнинах.
Сезонность водного стока на территориях средиземноморского морского типа климата выражена наиболее чётко. Средиземноморские реки в сухие летние месяцы имеют очень маленький водный сток, а в дождливый зимний сезон испытывают резкий подъём уровня воды. Регулирование водного стока средиземноморских рек имеет стратегическое значение в водоснабжении для бытовых и хозяйственных нужд.
Отличается климат западной и восточной частей полуострова. В Элиде, Мессении и Западной Ахайе, которые находятся с наветренной стороны Тайгета и других гор Пелопоннеса осадков больше, чем в Арголиде. Так, в Патрах выпадает 662 миллиметра осадков в год, в Каламате — около 780 миллиметров, а в Аргосе — лишь 470 миллиметров.

### Флора
Флора Пелопоннеса представлена двумя группами растительности: вечнозелёные ксерофитные леса и кустарники занимают значительную часть всего побережья полуострова, широколиственные леса с субтропическими элементами расположены в центре полуострова.
В горах полуострова находятся леса из граба, каштана, чёрной сосны и бука, иногда местами встречаются дубовые леса. К примеру, на горе Фолоя находятся фолойские леса. Маквис преобладает на территориях побережья полуострова. Маслины и зерновые культуры занимают значительную часть возделываемых земель.
На Пелопоннесе присутствуют три типа почв:
1. на западе полуострова (Элида, Мессения) — коричневые почвы;
2. в центре полуострова, в северной части кроме Элиды и Арголиды и на полуострове Мани — коричневые выхолощенные почвы;
3. на востоке полуострова, в Арголиде и в восточной Лаконии — рендзины красные.

Лесистость Пелопоннеса составляет от 0 до 10 процентов к общей площади полуострова. Истребление лесов в Средиземноморье началось со времён античности, гораздо раньше чем в остальной Европе. Естественное возобновление и искусственное лесонасаждение в Средиземноморье очень трудоёмки из-за использования лесов для выпаса скота, большой сухости тропического воздуха и усиленной эрозией почв, которая возрастает по мере уничтожения лесов. Частые  лесные пожары на огромных территориях Средиземноморья лишь ухудшают ситуацию.

### Рельеф
Большая раздробленность рельефа — главное отличие южной части гор Греции и полуострова Пелопоннес. Благодаря многочисленным разломам, складчатые сооружения разбиты на множество глыб. Одни эти глыбы со временем неоднократно поднимались, другие глыбы неоднократно опускались. Участки, опустившиеся по разломам, образовали грабены. Коринфский Патраикоский и другие заливы, которые глубоко врезаются в сушу, представляют собой такие грабены. Внутренние равнины или приморские низменности (Арголидская, Лаконская, Мессинская) образовались вследствие опускания некоторых участков суши.
В тектоническом отношении полуостров Пелопоннес схож с ионическим районом. Известняковые закарстованные плато и скалистые горные массивы составляют наибольшую часть рельефа полуострова. В примыкании с приморскими побережьями плато и горные массивы очень круто обрываются.
Карстовое плоскогорье Аркадия с чередованием известняковых глыбовых возвышенностей и котловин между ними занимает внутренние территории полуострова Пелопоннес. Плато Аркадия ограничено с юга и севера горными массивами со ступенчатыми склонами и усечёнными поверхностями вершин. Скалистые известняковые гребни с множеством ледниковых цирков возвышаются над этими поверхностями. Айос-Илиас (2404 м), Килини (2376 м) и Эримантос (2223 м) являются примером таких гребней. Гора Эримантос резко обрывается в сторону холмистого побережья высокой стеной, что является признаком фронта надвига зоны Пинда на более молодую ионийскую зону.

### Тектоника
Пелопоннес является самой изученной областью Греции. Черты рельефа полуострова характерны для всей Греции, но их главное отличие заключается в том, что три типа фации лежат одна на другой в виде надвиговых покровов (шарьяж), которые прослеживаются в вертикальном плане. Эти фации выражены лучше, чем в других местах. Филиппсон распознал в рельефе последовательность трёх серий: в основании лежат мраморы и кристаллические сланцы, которые обнажаются, в основном, в куполообразных поднятиях юга полуострова; далее, поверх идёт мощное нагромождение массивных известняков Триполиса; ещё выше идёт прослойка из флиша; и заканчивается всё это серией сланцев и известняков с яшмами (гора Эримантос) (см. схему).
Известняки Триполиса являются надвиговым покровом. Он образует комплекс, охватывающий весь мезозой. Покров Пинд — Эримантос (Пинд — Олонос) перекрывает на ширину около 80 км ионическую фацию, к которой и относятся известняки Триполиса. На полуострове прослеживается хаотическое и чечевицеобразное расположение отдельных структурных единиц. Это показывают известняки Триполиса и флиш, они очень часто изменяются по мощности. При этом серия Пинд может залегать непосредственно на кристаллических сланцах.
Области опускания расчленили полуостров на отдельные горсты, похожие по расположению на пальцы рук. Котловины Мессинии Мегалополиса и Спарты, внутренние котловины Аркадии, Коринфский и Арголидский заливы — результаты сбросовых движений. Залегающие обломочные отложения встречаются в каждой котловине. К юго-западу от горста Мессинии на расстоянии в 3 км морское дно опускается на глубину до 2600 метров. Это свидетельствует о типичном сбросовом побережье.

#### Север полуострова
Высокие горные массивы Пелопоннеса (Эримантос, Килини и Воидиасские горы) поднимаются над впадиной Коринфского залива. Эти массивы в своё время подверглись поднятию. В результате флексуры верхний покров наклонен в общем к югу. Северный и восточный склоны обусловлены сбросами. Нижние покровы серии Триполиса и кристаллические сланцы обнажены в основании обрывов Хелмоса и Килини. Западный край массива Эримантос является фронтом надвига, который господствует над холмами флиша. Само горное поднятие Эримантоса разделено эрозией на три части; именно эрозия сыграла ключевую роль в формировании разрыва между Эримантосом и Хелмосом наряду с общим погружением этого разрыва. Это привело к обнажению флиша на больших территориях.

#### Горсты центра и юго-востока (горыТайгет,Парнон,Меналон)
Эти горсты образованы глубинными тектоническими элементами. Они состоят из более лёгко эродируемых сланцев, которые покрыты массивными известняками Триполиса, которые, в свою очередь, покрыты куполами кристаллических известняков. В этом районе покров Эримантоса (Олоноса) почти отсутствует. Все эти горсты асимметричны, основные сбросовые уступы наклонены на восток. К примеру, склон Парнона непосредственно падает в Эгейское море.

#### Запад полуострова
Западный фасад полуострова не настолько крут и высок, как выше описанные. Две трети всего побережья является низким. Эта особенность происходит из следующих причин:
1. верхний покров Эримантоса, состоящий из пород средней сопротивляемости, сохранился везде; обрывистые выступы надвига образуют резкие формы рельефа там, где они покоятся на флише горы Кипарисия; автохтонные известняки Триполиса обнажаются только в небольших антиклинальных сводах;
2. очертания края полуострова образовались вследствие относительно древних вертикальных движений, сбросовое опускание отделило складки Хелмоса (Ароании) от гор Андрицаина; эрозия изменила очертания края полуострова, позже эти очертания были покрыты отложениями конгломератов и мергелей неогена, слабо выраженные последующие движения расчленили эти породы на отдельные ступени;
3. водный сток развивался в западном направлении из-за более сильного увлажнения, что обосновало перехваты Ладона, который использует депрессию, вытянутую с запада на восток, и выносит воды озера Фония (пересохло) и реки Алфея, собирающего воды бассейна Мегалополиса; эти реки сегодня образуют широкую современную аллювиальную равнину, они нагружены наносами, которые исходят от пород средней сопротивляемости; малая глубина моря (в отличие от Коринфского залива) способствовала образованию этой равнины[298].

#### Внутренние котловины полуострова
Северные депрессии представляют собой полья. Две из них постоянно заполнены водой (озёра Фония (пересохло) и Стимфалии). Эрозия со временем выработала в толще чечевицеобразных покровов контуры этих впадин. Именно эрозия является основной причиной образования этих контуров. Контуры долин через известняковые массивы запада и юга сливаются подземным путём. Одновременно северная окраина упирается в водонепронициаемые породы, расположенные недалеко от Коринфского залива. Долины, вытянутые параллельно юго-западному направлению в результате наклона, в дальнейшем стали слепыми. Это произошло недавно потому, что регрессивная эрозия, идущая с севера, не успела ещё поменять направление водного стока.
Прекрасным примером заливаемых польев, образованных в результате взаимосвязи карстовой эрозии и тектоники, являются впадины центральной Аркадии. Полье Триполиса является самой крупной из них. Сами впадины асимметричны и вытянуты цепочкой друг за другом. Западный край впадин проследует с севера на юг и соответствует сбросовому уступу Меналона. Одновременно восточный край полья имеет извилистые отчётливые очертания и разделяет многочисленные остаточные холмы (хумы). За этими дипрессиями располагаются замкнутые вторичные впадины, развитие которых зависит от примерно того же уровня карстовых грунтовых вод. Широкая ундуляция — основное структурное изменение, сформировавшее этот рельеф. Эта ундуляция сопровождалось прогибанием покровов, усиленным сбросом, особенно на западе. В вследствие этого поверхностные и глубинные воды стали накапливаться. Впоследствии появился горизонт карстового затопления, который стал глубже на месте, ибо основание поноров находится в наиболее низкой точке тектонического желоба. Исключительно под влиянием эрозийных агентов сформировались контуры современной депрессии.
Другие понижения являются сбросовыми котловинами. Их развитие не подсказывает изначальное состояние этих котловин; они могли быть первоначальной тектонической впадиной или впадиной, отделённой точечной эрозией. В депрессии Мегалополиса роль эрозии была основной. На это указывают следы эрозийного уровня, которые видны в плоских участках и на склонах окружающих гор, выработанных в тектоническом замке устья, возвышающегося над врезанной долиной Алфея. Внешний сток возник здесь очень давно. Поэтому можно предположить следующую цепочку образования: опускание, выполненное отложениями неогена; образование поверхности выравнивания, врезающейся в сбросовые уступы или моноклинальные складки; углубление реки Алфея путём смыва мягких пород неогена. Развитие котловины Спарты является более сложным. Она имеет резко асимметричную форму. Слои неогена на восточных и южных склонах постепенно поднимаются и перекрывают довольно разнообразный рельеф. Эрозийные поверхности обнаружены на высоте от 800 до 1000 метров. Залегание неогеновых слоёв характеризует наличие эпигенетического ущелья, через которое река Эврот следует к морю. Склон Тайгета представляет собой гигантский сбросовый уступ, который косо срезает множество тектонических единиц, и соединяется с бассейном Мегалополиса, доминируя над осколком опустившегося покрова Эримантоса. У подножия Тайгета находится компактная современная аллювиальная равнина. Эта равнина соединена с множеством эрозионных ложбинок водного стока, которые несут много в себе много воды и аллювия. Наличие этой равнины подсказывает, что сброс произошёл сравнительно недавно.

### Землетрясения
Зона полуострова Пелопоннеса специфична глубокофоркусными землетрясениями, эпицентры которых в основном находятся в полосе Критско-Родосской горной дуги и Гелленского желоба с резкой разницей в тектонических движениях. Зона Пелопоннеса может считаться одним из районов активного современного горообразования.

### Реки
Реки Пелопоннеса имеют, в основном, дождевое питание. В районе с субтропическим средиземноморским климатом речной сток имеет большую разницу в величине в зависимости от времён года. Зимой и весной, благодаря паводку, который формируется из талых вод горных снегов, речной сток имеет максимальное значение; осенью реки имеют минимальный сток так, как они в это время питаются только от подземных вод. Небольшие реки имеют свойство пересыхать полностью, в этот момент речной сток равен нулю. Большие реки из-за своего большего бассейна, который включает в себя горную местность, избегают полного обмеления.
Река Селлеис протекает в области Элида. Начинается река с горы Фолоя и впадает в реку Пеней с левого берега.
Река Алфей — самая крупная река Пелопоннеса. Берёт своё начало у города Асея в области, принадлежащей городу Мегалополь, недалеко от истока Эврота, протекает через всю Аркадию Писатиду и Трифилию и впадает в Кипариссийский залив. В Алфей впадают реки Ладон и Эриманф, Далион и Ахеронт.
- Река Алфей

Река Эврот - одна из крупнейший рек Пелопоннеса. Берёт своё начало также у Асеи и впадает в Лаконский залив.
Река Неда берёт своё начало на горе Ликей и впадает в Кипариссийский залив.
- Река Неда

Река Памис — река, протекающая через всю Мессению (мессенскую долину Макария) и впадающая в Мессенский залив.
Река Лерна протекает в Арголиде, возле города Темений. Эта река образовала озеро. Позже это озеро превратилось в болото. На этом болоте жила знаменитая лернейская гидра. Само болото окончательно высохло в XIX веке.
Река Инах проистекает из горы Лиркей и протекает через город Аргос, впадая в Арголийский залив.

### Заливы
Кипариссийский залив расположен у западных берегов Пелопоннеса и ограничен с севера мысом Ихтис, а с юга мысом Платамодес.
Мессенский залив находится у юго-западных берегов Пелопоннеса. Его также называют Асинский в честь города Асины, который располагается на берегу этого залива и был первым городом, который был построен на берегах залива. Мессенский залив может именоваться и Фурийским заливом в честь города Фурии. В Мессенский залив впадают реки Памис и Недон.
Лаконский залив расположен между мысами Тенар и Малея.
Саронический (Саламинский, Афинский) залив ограничен мысами Скиллей и Суний.

## История
В древности полуостров включал области: Аркадию, Ахею, Элиду, Мессению, Лаконию, Арголиду, Коринф, Флиунт, Эпидаврию и Сикион. Древнейшее население Пелопоннеса, ахейцы в 1104 году до н. э. было вытеснено проживавшими до того несколько севернее дорийскими племенами, основавшими несколько государств, самым могущественным среди которых была Спарта, которая впоследствии контролировала его бо́льшую часть вплоть до поражения от фиванской армии в IV веке до н. э. В 146 году до н. э. Пелопоннес, подчинённый римлянами, образовал со средней Грецией провинцию Ахайю, впоследствии принадлежал Византии и Венеции. В 1204 году, в результате Четвёртого крестового похода, Пелопоннес был временно захвачен Ахейским княжеством.
В Средние века и до начала XIX века полуостров был известен как Морея. В 1460 году завоёван турками, под командованием султана Мехмеда II. На рубеже XVII и XVIII веков ненадолго переходит под венецианский контроль. В 1820-е годы Пелопоннес стал колыбелью Греческой революции и современной греческой государственности.

## Достопримечательности
| Периферийная единица | Достопримечательности, развлечения |
| -------------------- | --- |
| Арголида             | Аргос: Акрополь Лариса • Театр • * Археологический музей Аргоса • Герейон • Древняя агора • Святилище Аполлона и Афины Особняк Констандопулоса • Ратуша, двухэтажное здание в неоклассическом стиле • Народный рынок Микены: Древний акрополь • Львиные ворота • Микенские гробницы Нафплион: городские улицы • крепость Акронавплия • венецианская крепость Паламиди • морской форт Бурдзион • Музей чёток • Археологический музей • Пелопонесский музей фольклора • филиал Национальной художественной галереи • развалины древнего Тиринфа Эпидавр: Асклепион — древний храм Асклепия • Театр в Эпидавре |
| Аркадия              | Триполис: древний город Тегея • Храм Афины Алеи • развалины Мантинеи Гортиния: Димицана Мегалополис: театр в Мегалополисе • Святилище Деспины в Ликосуре Вория-Кинурия: замок в Паралион-Астрос |
| Ахея                 | Патры: руины византийского замка • археологический музей • вантовый мост Рион — Андирион • крепость Рион Калаврита: Зубчатая железная дорога Диакоптон — Калаврита • монастыри Святая Лавра и Мега-Спилео • Пещера озёр • ущелье Вурайкос • Храм Артемиды Гемеры Эйон: Храм Богородицы Трипити |
| Коринфия             | Коринф:Древняя цитадель Акрокоринф • развалины древнего Коринфа • храм Апполона в древнем Коринфе • источник Пирене в древнем Коринфе • Коринфский канал Лутраки: теплые источники и набережная в Лутраки • монастырь Патапия • озеро Вулиагмени Немея: развалины древней Немеи Сикиония: развалины древнего Сикиона |
| Лакония              | Спарта: руины древней Спарты • археологический музей • храм Афины Халкиойкос • Гробница Леонида Мистра: средневековые дома Мистры и стены города • крепость Виллардуэна • Митрополия • Бронтохион • Дворец Деспотов • монастыри Пантанасса и Перивлепта • церкви Евангелистрия и Святой Софии Монемвасия: средневековый город • церковь Святой Софии Анатолики-Мани: остров Краная в Йитионе • традиционные каменные башни горцев Мани в Вафи • пещеры Диру и Апидима |
| Месиния              | Мессина: развалины древней Мессины Ихалия: Храм Аполлона в Бассах Кипарисия: замок византийской эпохи • остров Проти Пилос-Нестор: Дворец Нестора • крепости Пилоса — Палеокастро и Неокастро • пляж Войдокилья • пляжи вдоль Наваринской бухты • крепости в малых городах Корони и Метони • пещера Маври-Трипа на острове Схиза Каламата: франкский замок Каламата • старый город Каламата • Церковь Айи-Апостоли • археологический музей Мессинии • железнодорожный музей Каламаты Дитики-Мани: традиционные каменные башни горцев Мани в Кардамили • византийская церковь Айя-Феодора в Камбосе          |
| Элида                | Олимпия: храмы древней Олимпии • Археологический музей Олимпии • Священная роща Алтис Пиргос: Археологический музей Пиргоса • Маяк в Катаколоне Андравида-Килини: замок Хлемуци |

Будучи местом зарождения и развития древнегреческой цивилизации, Пелопоннес имеет массу исторических достопримечательностей. Например, Микены — важный представитель древнегреческой цивилизации второй половины 2-го тысячелетия до н. э., дворец Нестора в Мессинии, средневековый город Монемвасия, крепости в Тиринфе, Аргосе, Нафплионе, Акрокоринфе, Каламате, Метони, Корони, Кипарисии, Хлемуци и Пилосе, классические храмы в Коринфе, Бассах, Немее и Олимпии, развалины древнегреческого города Мессины, монументальные театры в Аргосе и Эпидавре, древний религиозный центр Тегея и расположенный рядом со Спартой византийский город Мистра. Среди природных достопримечательностей популярны Пещеры Диру, пляж Войдокилья вблизи Пилоса

## Города
Основные современные города Пелопоннеса (по переписи 2011 года)
- Патры (167 446 чел.)
- Каламата (54 567 чел.)
- Триполис (30 866 чел.)
- Коринф (30 176 чел.)
- Пиргос (24 359 чел.)
- Аргос (22 209 чел.)
- Эйон (20 422 чел.)
- Амальяс (16 763 чел.)
- Спарта (16 239 чел.)
- Нафплион (14 203 чел.)
- Кьятон (9812 чел.)
- Като-Ахаия (6618 чел.)
- Ксилокастрон (5715 чел.)
- Кипарисия (5135 чел.)
- Йитион (4279 чел.)
- Захаро (3145 чел.)

## Галерея
- Львиные ворота в Микенах
- Гробница (толос) около Дворца Нестора в Месинии
- Пещеры Диру на полуострове Мани
- Вид на пляж Войдокилья и лагуну со стороны пещеры Нестора
- Башня крепости Метони
- Средневековый город Монемвасия
- Византийский город Мистра
- Венецианская крепость Акрокоринф
- Коринфский канал
- Город Нафплион
- Театр в Эпидавре
- Курортный городок Толо
- Зубчатая железная дорога Диакоптон — Калаврита
- Храм Аполлона[греч.] в древнем Коринфе
- Крепость Лариса в Аргосе
- Древний Тиринф
- Мост Рион — Андирион
- Древняя Олимпия
- Деревня Ватия с типичными башнями полуострова Мани